# Burkhard Christoph von Münnich
El Conde Burkhard Christoph von Münnich (Neuenhuntorf, 9 de mayo  de 1683  - Tartu,  16 de octubre de 1767) fue un militar ruso de origen germano-danés. Es considerado el principal general y mayor reformador del ejército ruso tras Pedro I de Rusia. Además de su labor en el ejército también fue un gran ingeniero que reconstruyó la Catedral de San Pedro y San Pablo de San Petersburgo  y dirigió la construcción del canal de Ládoga entre otros grandes proyectos.

## Biografía
Burkhard Christoph von Münnich nació el 9 de mayo de 1683 en Neuenhuntorf en el Ducado de Oldemburgo. Nació en el seno de una familia de ingenieros de canales de Oldemburgo y su padre y abuelo habían servido en el ejército danés.
En 1699, con dieciséis años, se incorporó como ingeniero al ejército francés y residió en Estrasburgo, pero con el estallido de la Guerra de Sucesión Española se incorporó, con el grado de capitán, en 1701 al ejército de Hesse-Darmstadt que luchaba junto al Sacro Imperio Romano Germánico contra Francia. Combatió en la batalla de Oudenarde en 1708, en la batalla de Malplaquet (1709) y en varios asedios como los de Mons, Bouay o Bethune. En 1712 fue gravemente herido en la batalla de Denain y cayó prisionero del ejército francés. Tras ser liberado ascendió al grado de teniente coronel. En estas campañas estuvo bajo el mando de Eugenio de Saboya y John Churchill, I duque de Marlborough.

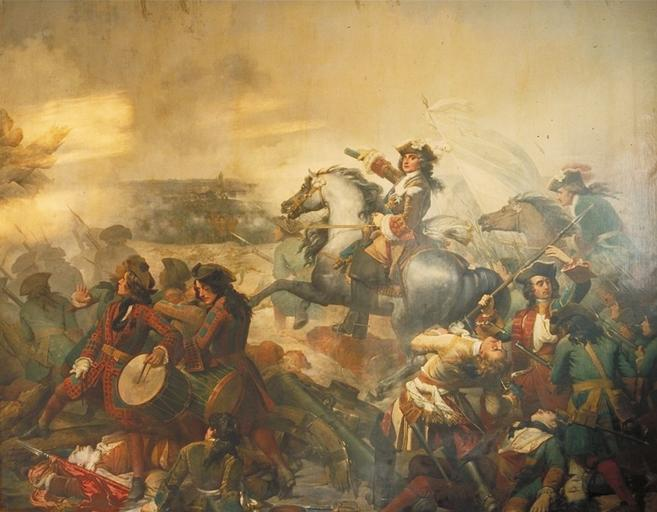
Batalla de Denain. Obra de Raymond Monvoisin.

Tras la liberación se unió al ejército de Augusto el Fuerte que reinaba sobre el Electorado de Sajonia y la República de las Dos Naciones, donde fue ascendido a inspector general. En 1720, tras batirse en duelo y por culpa del pleito que surgió de la muerte de su rival, tuvo que abandonar el ejército de Sajonia-Polonia.

### Servicio en Rusia
En 1720 ingresó en el ejército ruso. El zar Pedro I de Rusia no lo tomó muy en serio, pues llegó a Rusia muy influenciado por la cultura francesa del momento, y el zar no veía en sus finos modales y en sus gustos delicados atributos de un buen soldado.
La reconstrucción de la Catedral de San Pedro y San Pablo, que había sido destruida por un incendio causado por un rayo, hizo que Pedro I se diese cuenta de sus innatas cualidades como ingeniero.
Tras la reconstrucción de la Catedral, se le encomendó la construcción del canal de Ládoga, un ambicioso proyecto que pretendía convertir a San Petersburgo en una gran capital comercial. Gracias a este canal, el zar deseaba unir el mar Báltico con el mar Caspio. La conexión se realizaría por canales. Uno de ellos surgiría de Shlisselburg en el río Neva, seguiría por las costas del Lago de Ládoga y terminaría en el río Volchovka, que es un afluente del Volga. La construcción de los canales llevó desde 1721 hasta 1733.

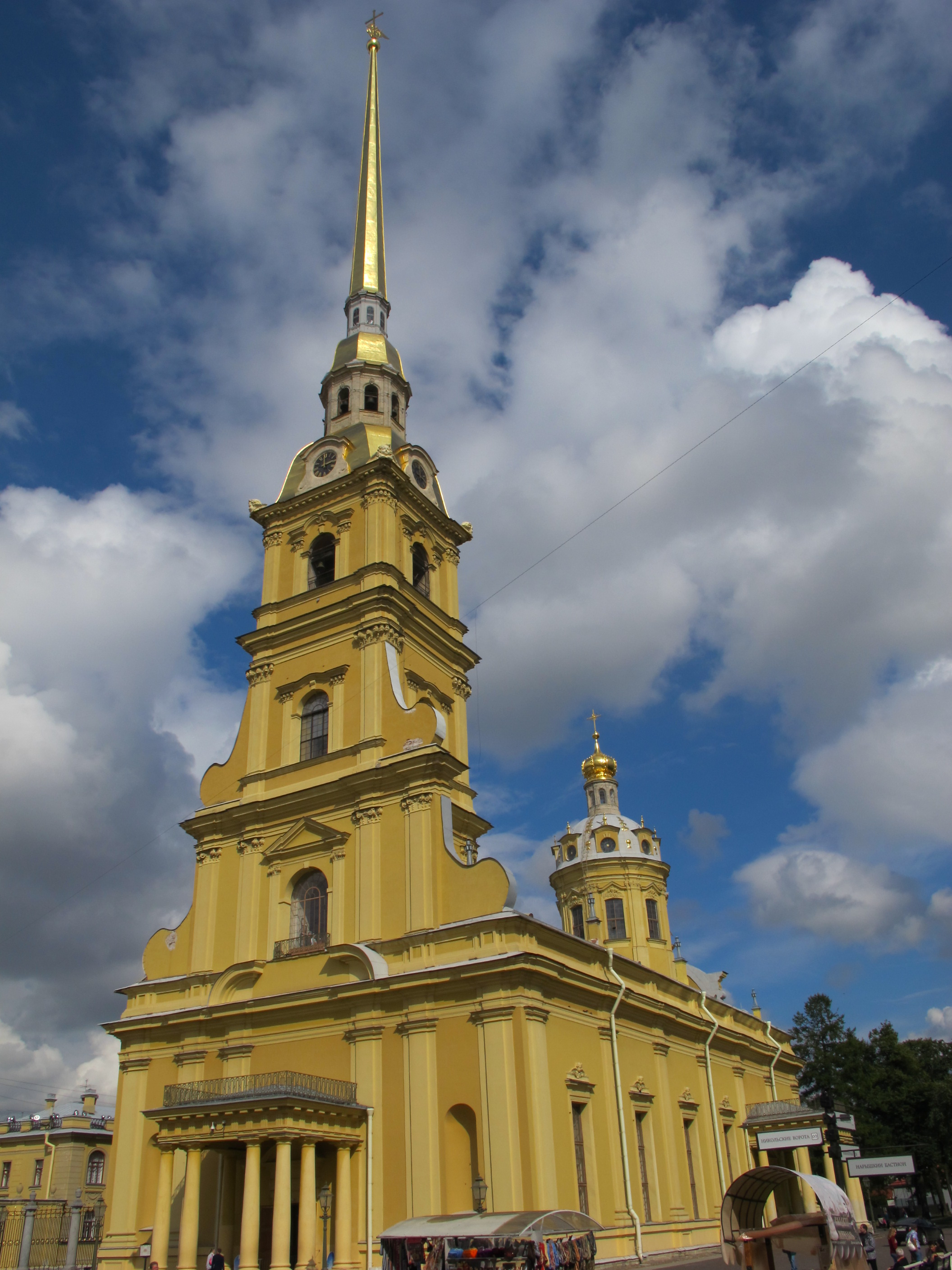
Catedral de San Pedro y San Pablo.

Durante la construcción del Canal de Ládoga, von Münnich fue ascendido a Director Jefe de Fortificaciones (1727) y luego a Maestro General de la Ordenanza (1729). Pedro II de Rusia le nombró conde en 1728.
Otras obras realizadas por él fueron el puerto de Kronstadt y las fortificaciones de Riga.
Su verdadera promoción se dio con la zarina Ana de Rusia, quien le nombró Mariscal de Campo, ministro de la Guerra y Gobernador de San Petersburgo en 1732.

### Guerra de Sucesión Polaca
Ernst Johann von Biron, duque de Curlandia y amante de Ana I de Rusia, recelaba de la influencia de von Münnich en la corte, por lo que intentó alejarle de la corte dándole el mando del ejército ruso en la Guerra de Sucesión Polaca.
Ana I de Rusia temía la influencia francesa si llegaba a reinar en Polonia Estanislao I Leszczynski, suegro de Luis XV y junto al Sacro Imperio Romano Germánico formó una coalición para entronizar a Federico Augusto II de Sajonia.
Von Münnich dirigió el sitio de Danzig donde se hallaba Estanislao, logró hacer capitular la plaza tras 136 días de asedio, a pesar de los refuerzos franceses. Aunque el asedio terminó en victoria, Estanislao consiguió huir. Tras este asedio la guerra se desplazó hacia Italia y el Rin.

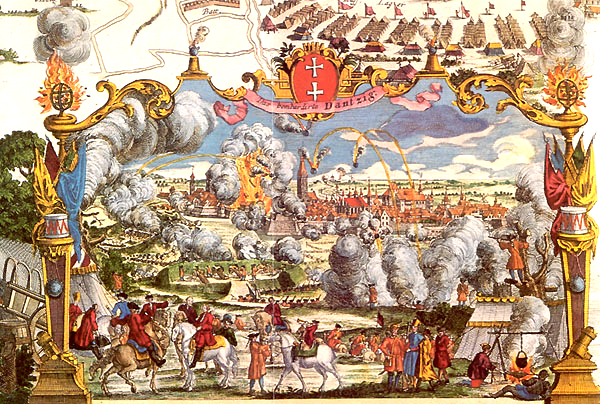
El Sitio de Danzig.

Antes de regresar a Rusia puso fin en 1735 a los disturbios que provocaban en Varsovia los partidarios de Estanislao Leszczynski.

### Guerra Ruso-Turca (1735-1739)
El duque de Curlandia usó su influencia para volver a poner a von Münnich al mando del ejército ruso en la Guerra Ruso-Turca (1735-1739) y así mantenerlo alejado de la corte.
Burkhard Christoph von Münnich ocupó con el ejército ruso Crimea sin mucha dificultad. A pesar de las pocas bajas causadas por el enemigo en batalla (2.000 soldados) muchos más murieron por enfermedades y malnutrición (28.000 soldados).
Tras conquistar Crimea, en la campaña de 1737 tomó la fortaleza de Ochákiv en solo tres días. Después de esta victoria el Sacro Imperio Romano Germánico se sumó a la guerra peleando al lado de Rusia. Von Münnich atravesó Moldavia en 1738 para unirse con el ejército austriaco y fue fuertemente rechazado cuando trataba de cruzar el río Dniéster por Bendery. Frustrado por la falta de suministros y la falta de apoyo, se retiró con su ejército diezmado por las bajas, las enfermedades y el hambre.

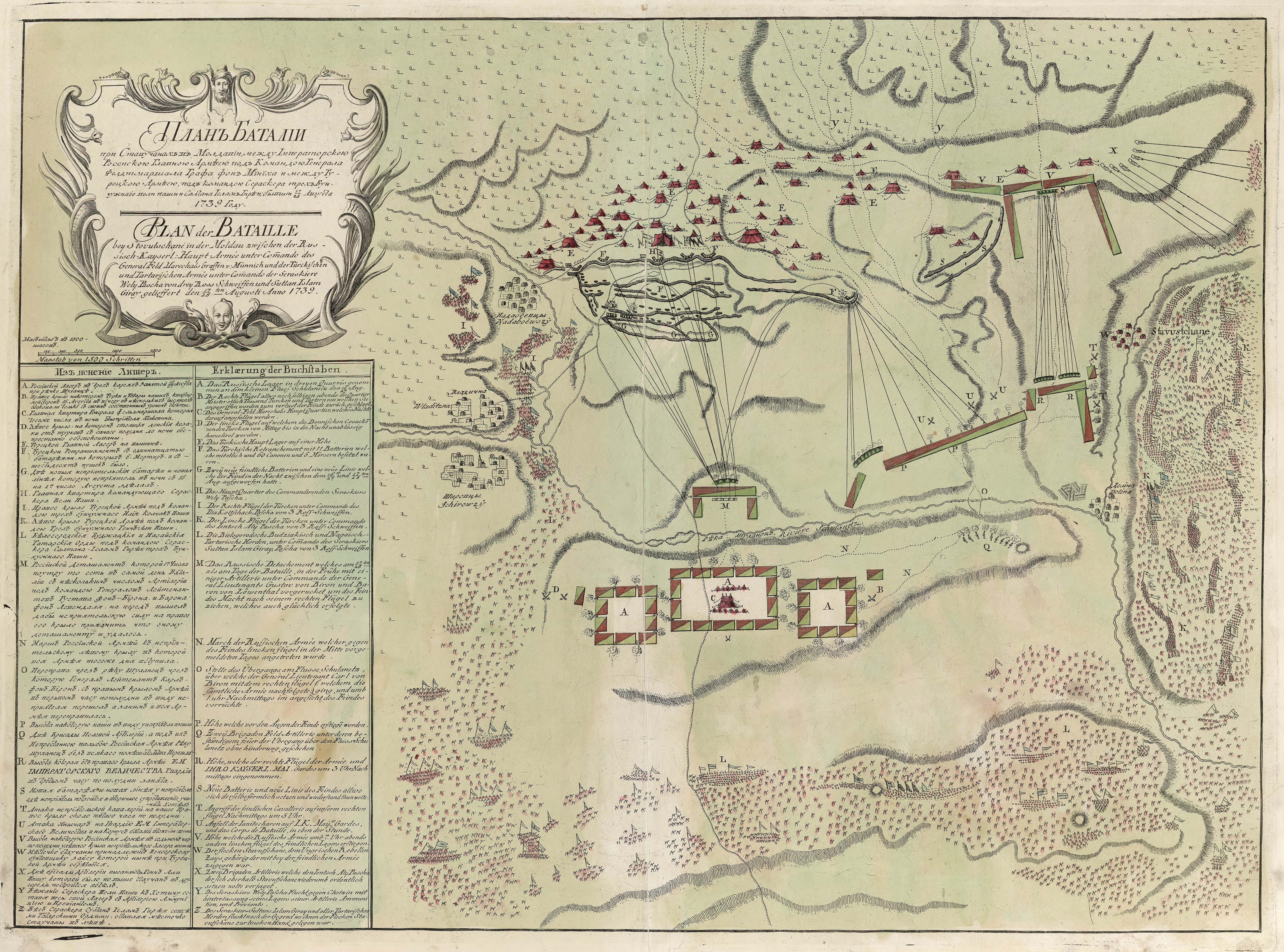
Plano de la batalla de Stavuchany.

La campaña de 1739 la inició Burkhard Christoph von Münnich con un ejército de 68.000 hombres. Von Münnich realizó en esta campaña brillantes maniobras que finalizaron con la decisiva victoria en la batalla de Stavuchany y la conquista de la fortaleza de Jotín. Sin embargo, el Sacro Imperio Romano Germánico sufrió fuertes derrotas en la batalla de Banialuka y en la batalla de Krotzka, lo que le llevaron a firmar la paz. Rusia firmó el Tratado de Niš por el que retenía Azov pero perdía el resto de sus conquistas.
Burkhard Christoph von Münnich tuvo siempre una estrecha relación con sus soldados que, a pesar de las enfermedades y la malnutrición que sufrieron en sus campañas, le adoraban y le llamaban “El halcón”

### Intrigas políticas
El 28 de octubre de 1740 murió Ana I de Rusia, su sucesor era Iván VI de Rusia que solo contaba con pocos meses de vida. Ana, antes de morir, nombró regente a Ernst Johann von Biron, quien desató un régimen represivo (conocido como “Bíronovschina”).

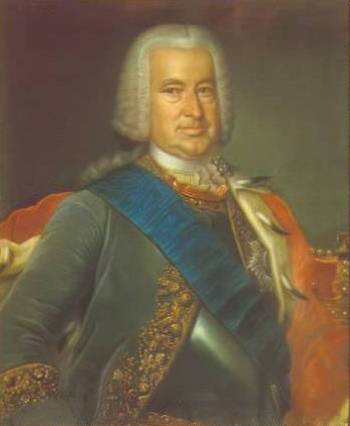
Ernst Johann von Biron.

El 19 de noviembre de 1740, von Biron fue detenido en su habitación y puesto bajo arresto. El 11 de abril de 1741, una comisión lo condenó a muerte, pero la pena le fue conmutada por la clemencia de la nueva regente, Ana Leopóldovna de Mecklemburgo-Schwerin, la madre del Zar, quien lo desterró a Pelym (hoy en la óblast de Sverdlovsk) en Siberia. Burkhard Christoph von Münnich fue uno de los causantes del arresto, juicio y condena de von Biron.
Cuando el 25 de noviembre de 1741 Isabel I de Rusia se hizo con el trono, persiguió al Consejo de Regencia. Von Münnich huyó pero fue arrestado antes de llegar a la frontera, fue juzgado y condenado a pena de muerte. La pena se le conmutó cuando von Münnich ya había subido al cadalso. La emperatriz lo desterró a Pelym en Siberia, donde estuvo hasta 1762, cuando Pedro III de Rusia lo rehabilitó en su antigua dignidad. Catalina II de Rusia le nombró General de los Puertos del Báltico.
Falleció el 16 de octubre de 1767 en la ciudad de Tartu, en Livonia.

### Reformas en el ejército
Burkhard Christoph von Münnich ganó justa fama de ser el principal reformador del ejército ruso después de Pedro I de Rusia. En un corto periodo de tiempo introdujo importantes reformas dentro del ejército ruso.
Entre sus reformas destacan la organización de un cuerpo de ingenieros, la creación del primer cuerpo de húsares rusos, la reorganización de los regimientos de coraceros, la fundación de un cuerpo de cadetes en San Petersburgo de modo que hubiera una reserva entre 400 y 500 jóvenes de la nobleza instruidos en idiomas extranjeros, arte, ciencias, además de en ejercicios físicos y bélicos, o la creación de la Línea de Ucrania que consistía en 16 acuartelamientos defendidos por un regimiento de dragones y cuatro regimientos de infantería.